# Dennis Luyt

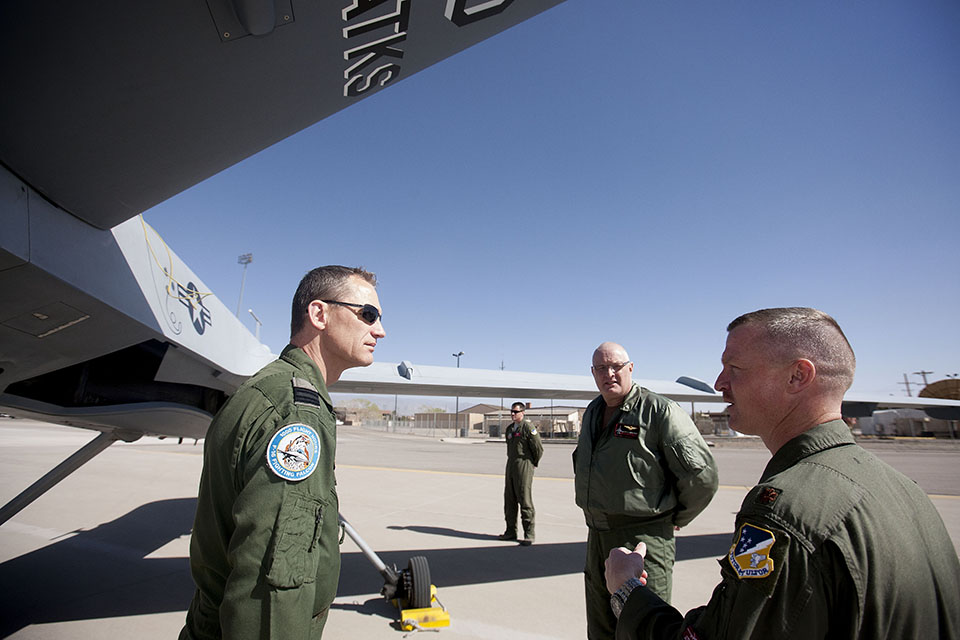
Commodore Luyt en C-LSK lt-gen Schnitger bij een MQ-9 Reaper tijdens een werkbezoek aan Holloman Air Force Base in Nieuw Mexico.

Dennis Luyt (19 september 1963) is een Nederlands generaal bij de Koninklijke Luchtmacht. Vanaf 10 juni 2016 tot en met 14 april 2023 was hij Commandant Luchtstrijdkrachten.

## Carrière
Luyt begon zijn militaire loopbaan in 1981 aan de KMA in Breda. Na zijn vliegeropleiding in de Verenigde Staten ging hij als jachtvlieger aan de slag op de toenmalige Vliegbasis Twenthe. Daar doorliep hij verschillende rangen, werd er opgeleid tot wapeninstructeur F-16 en nam vanuit Italië deel aan de Operatie Deny Flight boven het voormalig Joegoslavië.
Luyt moest zich eenmaal met de schietstoel van zijn F-16 in veiligheid brengen. Op 26 januari 1989 keerde hij 's middags om vier uur terug van een oefenvlucht. Tijdens de landing op Vliegbasis Leeuwarden raakte zijn toestel van de baan en boorde zich met zijn neus in de grond. Luyt bleef ongedeerd, en de F-16 raakte zwaar beschadigd.
Na een onderbreking waarin hij als exchange-vlieger bij de Canadese luchtmacht leerde om met de CF-18 te vliegen, keerde Luyt weer terug op in Twente. Tot april 2000 nam hij deel aan de operaties Deliberate Guard en Allied Force vanuit het Italiaanse Amendola. Nadat hij kort een functie vervulde bij de Luchtmachtstaf kreeg Luyt het commando over 315 Squadron op Vliegbasis Twenthe. Als gevolg van bezuinigingen was hij echter vooral bezig met de opheffing ervan.
Nadat Luyt het Air War College in de VS had afgerond, werd hij Hoofd Sectie Jachtvliegtuigbehoeften bij de Defensiestaf in Den Haag. Als Military Assistant Deputy Commander Air ging hij in 2007 naar het hoofdkwartier van de ISAF in Afghanistan. Eenmaal terug volgde een bevordering tot kolonel en kreeg hij de functie van Hoofd Planintegratie bij de Defensiestaf waar hij met een team werkte aan het tot stand komen van de Defensieplannen. In 2010 kreeg Luyt het commando over Vliegbasis Leeuwarden. Daarna werd hij Directeur Operaties van het Commando Luchtstrijdkrachten.
Vanaf 2014 was Luyt in functie als Directeur Directie Aansturen Operationele Gereedheid (D-DAOG) bij de Defensiestaf. Op 10 juni 2016 nam hij tijdens de Luchtmachtdagen op Vliegbasis Leeuwarden het commando van de luchtmacht over van Alexander Schnitger en werd hij bevorderd tot luitenant-generaal.

## Onderscheidingen
- Officier in de Orde van Oranje-Nassau met de Zwaarden
- Herinneringsmedaille Multinationale Vredesoperaties
- Herinneringsmedaille Vredesoperaties
- Kosovo-medaille
- Onderscheidingsteken voor Langdurige Dienst als officier "XX"
- Kruis voor betoonde marsvaardigheid
- NAVO-medaille (Voormalig Joegoslavië)
- NAVO-medaille (Kosovo)
- NAVO-medaille (Non-article 5)